# Казахсько-киргизький кордон

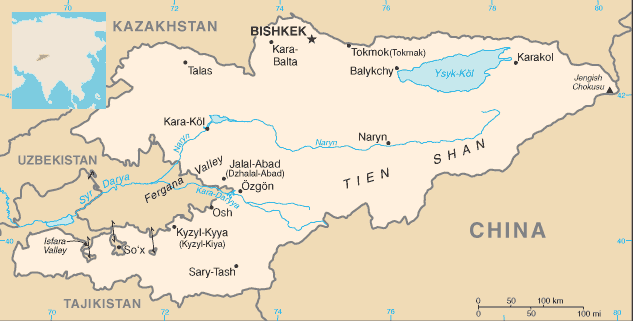
Мапа кордону Киргизстану з Казахстаном на північ

Казахсько-киргизький кордон — сучасний державний кордон між Казахстаном і Киргизстаном. Протяжність кордону становить 1212 км і починається від прикордонного стику з Узбекистаном до прикордонного стику з Китаєм. Бішкек, столиця Киргизстану, розташований всього за 16 км на південь від цієї межі, а місто Алмати — за 29 км на північ.

## Опис
Кордон починається на заході в прикордонному стику з Узбекистаном на Угамському хребті, а потім проходить у північно-східному напрямку поблизу Тараза і вздовж Киргизького хребта. Потім кордон описує дугу навколо Кара-Балти, далі прямує річкою Чу повз Бішкек і Токмак. Далі кордон проходить на схід через хребет Кюнгей-Ала-Тоо на північ від озера Іссик-Куль і до прикордонного стику з Китаєм.

## Поселення біля кордону

### Казахстан
- Тараз
- Кордай

### Киргизстан
- Кек-Сай
- Аманбаєво
- Шекер
- Покровка
- Кизил-Адир
- Кепюйо-Базар
- Чалдовар
- Каїнди
- Камишанівка
- Бірдік
- Іванівка
- Токмак
- Кара-Булак
- Тюп

## Історичні мапи
Історичні англомовні мапи кордону Казахської РСР і Киргизької РСР середини та кінця XX століття: 

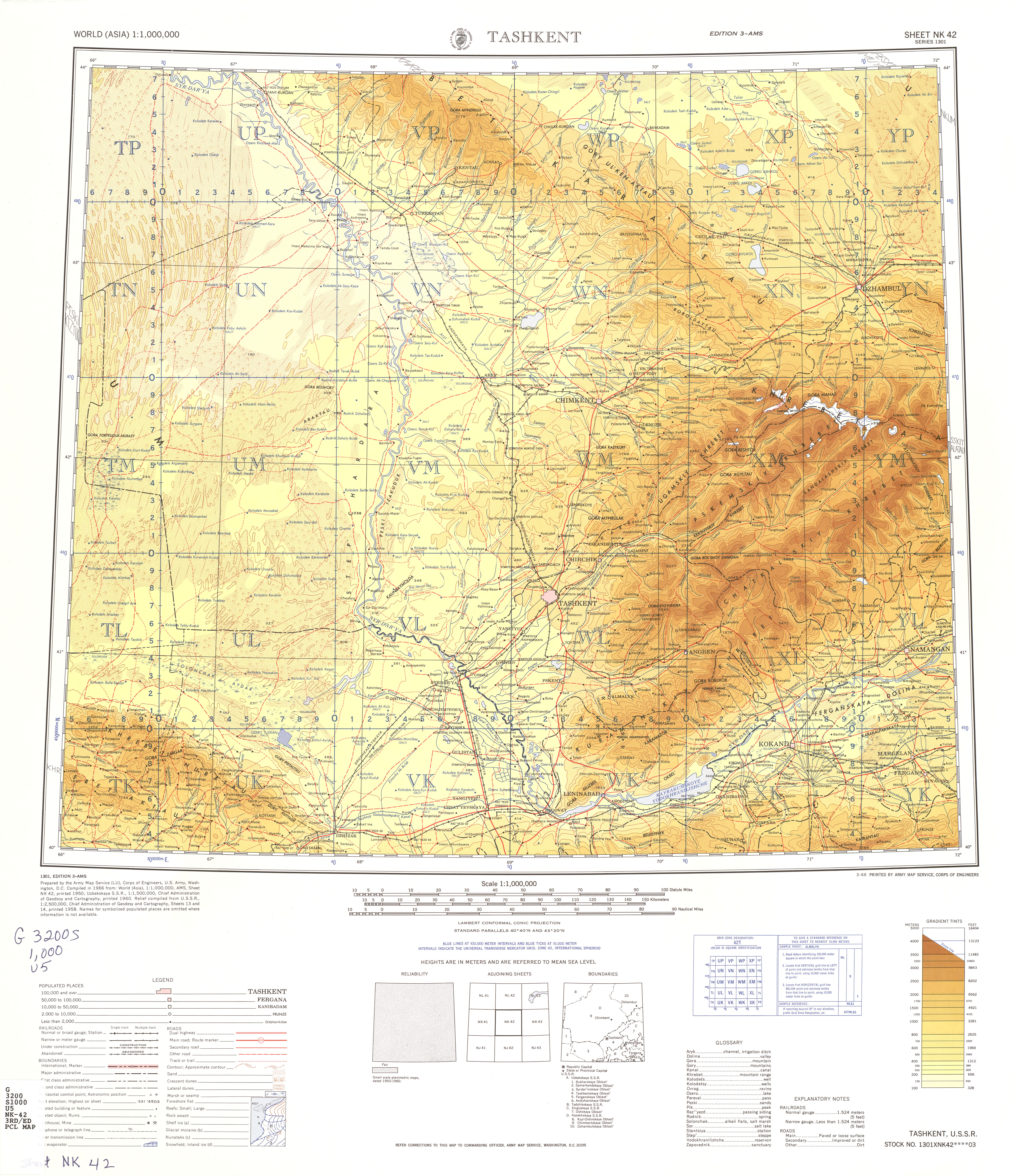
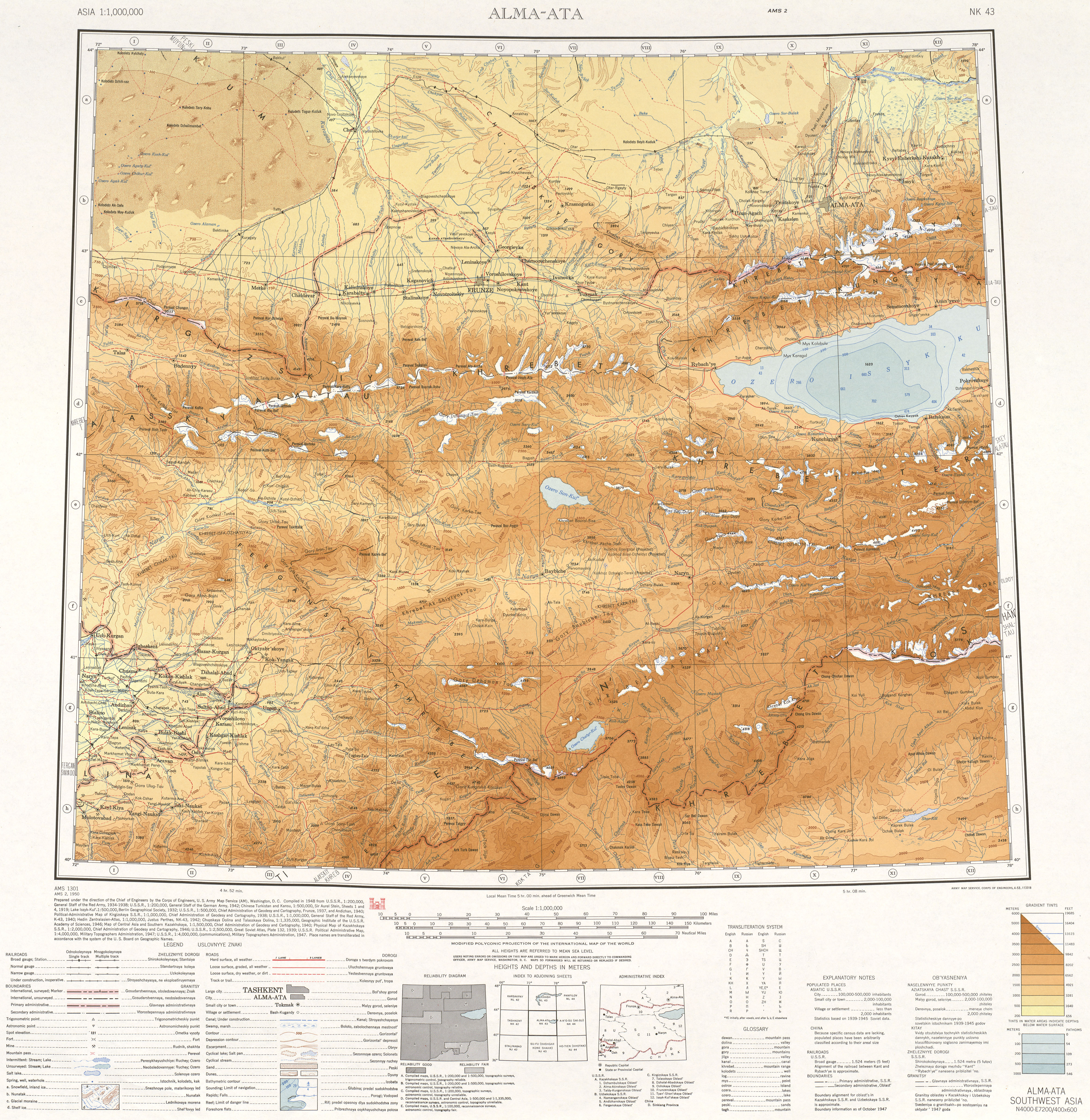
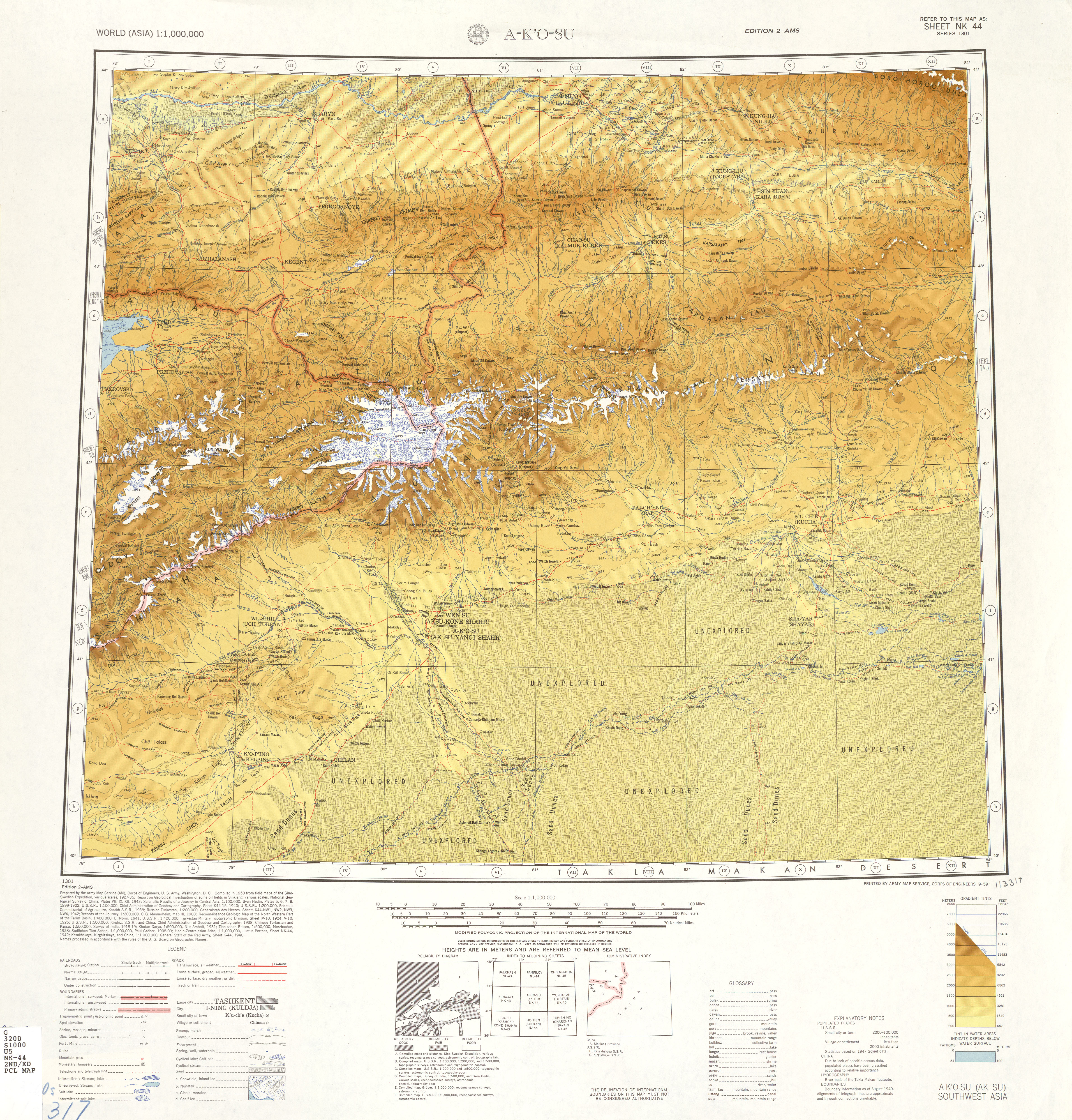